# Cantó d'Aurelhan
El cantó d'Aurelhan és un cantó francès del departament dels Alts Pirineus, situat al districte de Tarba. Té 4 municipis i el cap cantonal és Aurelhan.

## Municipis
- Aurelhan
- Borç
- Shins
- Orleish

## Història
| Data d'elecció                           | Identitat           | Partit | Qualitat |
| ---------------------------------------- | ------------------- | ------ | -------- |
| 1985-1995                                | Pierre-Henri Lacaze | PS     |          |
| 1998-                                    | Pierre Dussert      | PS     |          |
| les dades anteriors no són pas conegudes |                     |        |          |
|                                          |                     |        |          |

## Demografia
| 1962  | 1968  | 1975  | 1982  | 1990  | 1999   | 2006   |
| ----- | ----- | ----- | ----- | ----- | ------ | ------ |
| 6.861 | 7.988 | 9.777 | 9.607 | 9.791 | 10.078 | 10.129 |